# PCAS (hordozható ütközéselkerülő rendszer)
A hordozható ütközéselkerülő rendszer (portable collision avoidance system, PCAS) hasonlóan működik, mint a kereskedelmi repülésben használt TCAS (traffic collision avoidance system). A PCAS-t magánpilóták használják kisrepülőkben. Fő versenytársa az FLARM.
A vizuális navigációval repülő pilóta a PCAS segítségével értesül a közelben lévő, transzponderral felszerelt repülőgépek relatív magasságáról és távolságáról, valamint arról, hogy a távolság nő-e vagy csökken. A fejlettebb rendszerek integrálhatóak a repülőgép elektronikus műszerfalával, ekkor a közelben lévő repülőgépek és relatív magasságuk megjelenik a GPS-térképen.
A rendszert Zane Hovey oktatópilóta fejlesztette ki 1999-ben, aki a hordozható ADS-b-t is szabadalmaztatta.

## Működési elve

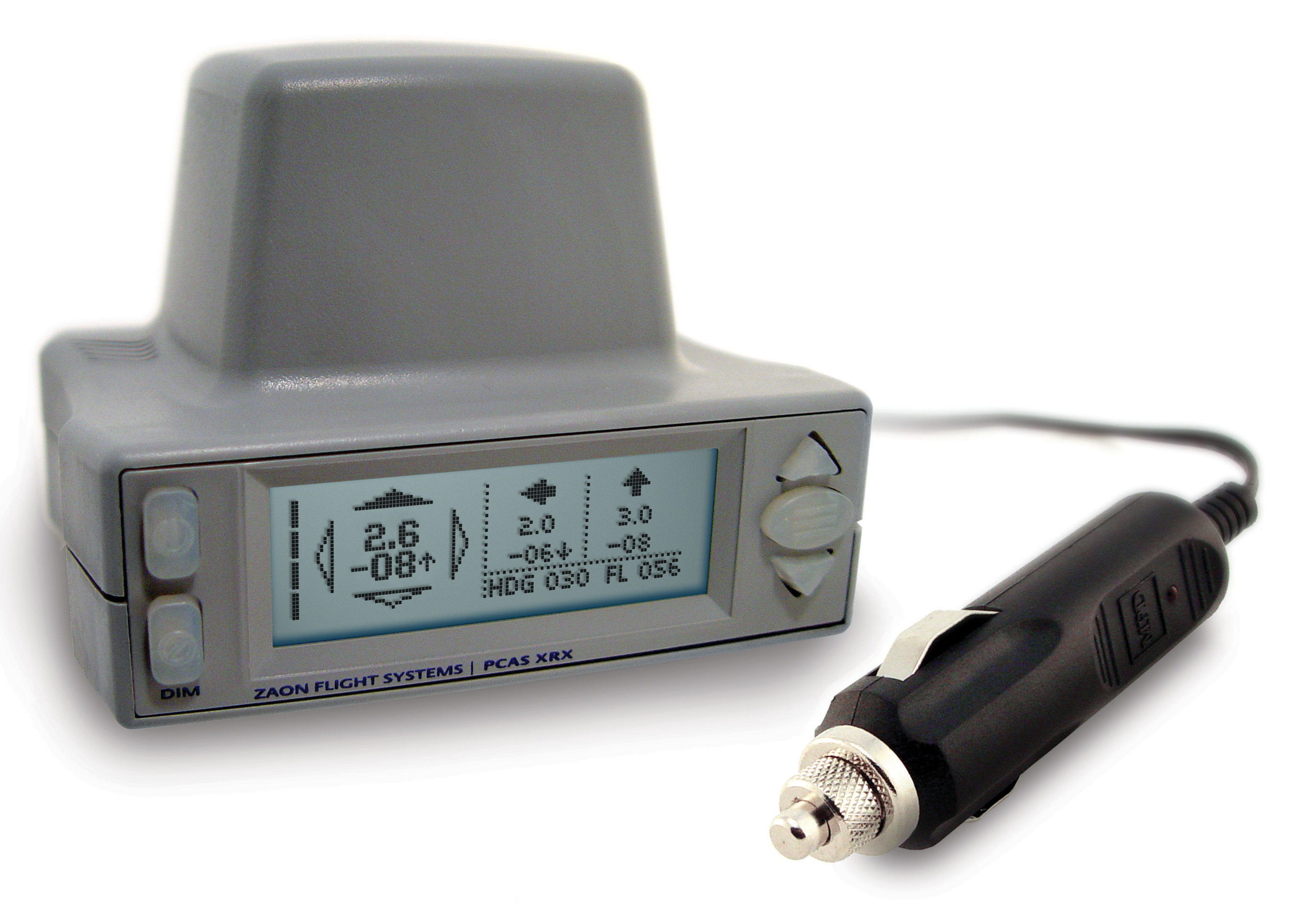
PCAS-berendezés

A földi állomások és a közeli repülőgépek aktív TCAS rendszere periodikusan 1030 MHz-es kérdőimpulzusokat sugároz, amire a környező repülőgépek TCAS-transzpondere 1090 MHz-es frekvencián válaszol. A PCAS veszi a válaszimpulzusokat, és azok alapján jelzi az ütközéssel fenyegető helyzetet.

## A PCAS és a TCAS közötti különbség
A PCAS passzív és ezért olcsóbb, mint az aktív repülőérzékelő rendszerek (ilyen a TCAS). A drágább, fixen telepített TCAS viszont pontosabban működik. A másodosztályú TCAS-rendszer kötelezően végrehajtandó utasítást, a PCAS viszont csak javaslatot ad a pilótának a veszély elkerülése végett.

## Az XRX egység részletes működése

### Első lépés

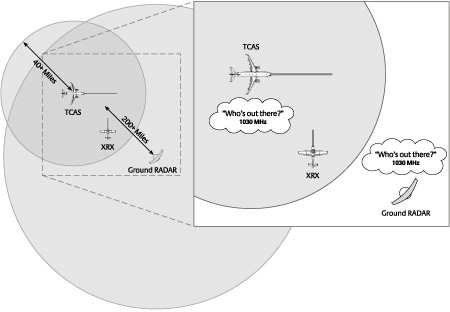
Első lépés: földi radar vagy aktív rendszer (TCAS) kérdőimpulzust küld

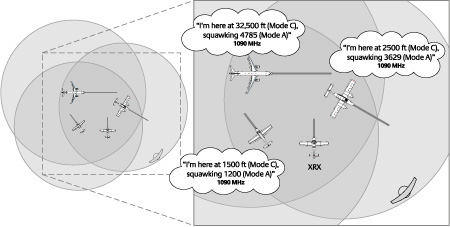
Második lépés: transzponderral felszerelt repülőgép válaszol

Egy földi telepítésű radar vagy egy TCAS 1030 MHz-en kérdőimpulzust küld. A TCAS hatósugara rendszerint 40, a földi telepítésű radaré pedig 200 mérföld.

### Második lépés
A kérdőimpulzust érzékelő repülőgép transzpondere 1090 MHz-en válaszol a saját azonosító (squawk) kódjával (A módus) és a magassági kódjával (C módus).
Az S módusú transzponder is válaszol erre a frekvenciára; ez az S kód tartalmazza az A módust (squawk) és a C módust (magassági információ).
A katonai repülőgépek is válaszolnak erre a frekvenciára, de eltérő protokoll szerint.
A PCAS is válaszol, de az XRX egység kiszűri ezt a jelet, és nem jelzi veszélyként. Ez az információ szolgál a negyedik lépésben használt viszonyítási magasság meghatározásához.

### Harmadik lépés
A vett jel amplitúdója alapján a PCAS kiszámítja a távolságot – ez legfeljebb 6 mérföld lehet. A magassági információt dekódolja, és egy irányított antenna segítségével nagyjából meghatározza a kapott jel irányát (előlről, hátulról, balról, jobbról). Az XRX felismeri a TCAS-től, Skywatch-tól, más aktív rendszertől, katonai protokolltól vagy S módusú adásból származó kérdőimpulzusokat.

### Negyedik lépés

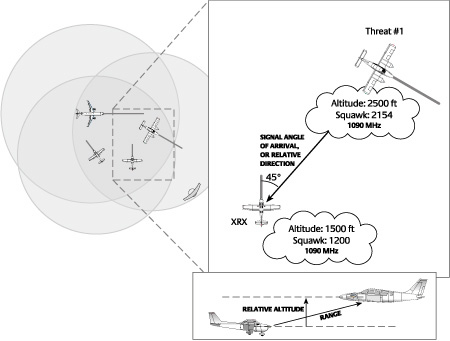
Harmadik lépés: a PCAS kiszámítja a repülőgép három dimenziós helyzetét

Az észlelt repülőgép magasságát (a példában 2500 lábat) a PCAS magasságával (1500 lábbal) összevetve kiszámítható a relatív magasság (1000 lábbal feljebb). A relatív irányt, a magasságot és a távolságot az XRX kiszámítja, megjeleníti majd ezeket az információkat tárolja a memóriájában.

### Ötödik lépés
A fenti lépéssor annyiszor ismétlődik, ahány repülőgép van az észlelési tartományban. Az elsődleges veszély a forgalmi képernyő bal oldalán, míg a másodlagos és harmadlagos veszély a a képernyő jobb oldalán jelenik meg.
A legnagyobb veszély meghatározásakor elsősorban a magasságkülönbség, másodsorban pedig a vízszintes távolság számít.

## Fordítás
Ez a szócikk részben vagy egészben  a   Portable collision avoidance system című angol Wikipédia-szócikk ezen változatának fordításán alapul.  Az eredeti cikk szerkesztőit annak laptörténete sorolja fel. Ez a jelzés csupán a megfogalmazás eredetét és a szerzői jogokat jelzi, nem szolgál a cikkben szereplő információk forrásmegjelöléseként.